# Mucilago
Mucilago is een monotypisch geslacht van slijmzwammen (Myxomycetes) uit de orde Physarales. Het geslacht omvat slechts een soort, namelijk Mucilago crustacea (groot kalkschuim).